# خانه تاریک (فیلم ۲۰۱۴)
خانه تاریک (انگلیسی: Dark House) فیلمی آمریکایی در سبک ترسناک به کارگردانی ویکتور سالوا و با بازی توبین بل، لسلی-آن داون و لوک کلینتنک محصول سال ۲۰۱۴ است.